# Stictocardia laxiflora
Stictocardia laxiflora là một loài thực vật có hoa trong họ Bìm bìm. Loài này được (Baker) Hallier f. miêu tả khoa học đầu tiên năm 1898.